# Middle Men
Middle Men är en amerikansk dramafilm från 2009 i regi av George Gallo, från ett manus skrivet av honom och Andy Weiss. Filmen premiärvisades för första gången på Filmfestivalen i Cannes, den 17 maj 2009, för att sedan få officiell biopremiär i USA, den 6 augusti 2010 (drygt ett år efter premiärvisningen i Cannes). Huvudrollerna spelas av Luke Wilson, Giovanni Ribisi, Gabriel Macht, och James Caan.
Filmen släpptes på DVD i Sverige den 20 juli 2011.

## Handling
Filmens handling kretsar kring Jack Harris, en affärsman från Houston, Texas, som slår sig ihop med de drogberoende männen Wayne Beering och Buck Dolby, för att förvandla de två männens idé om en potentiell porrsida, till ett legitimt företag.

## Rollista
| Luke Wilson     | – Jack Harris     |
| Giovanni Ribisi | – Wayne Beering   |
| Gabriel Macht   | – Buck Dolby      |
| James Caan      | – Jerry Haggerty  |
| Jacinda Barrett | – Diana Harris    |
| Kevin Pollak    | – Curt Allmans    |
| Laura Ramsey    | – Audrey Dawns    |
| Rade Šerbedžija | – Nikita Sokoloff |
| Claudia Jordan  | – Cynthia         |
| Terry Crews     | – James           |
| Kelsey Grammer  | – Frank Griffin   |
| John Ashton     | – Morgan          |